# 埃斯特爾 (加利福尼亞州)
埃斯特爾（英語：Estelle）是位於美國加利福尼亞州因皮里爾縣的一個非建制地區。該地的面積和人口皆未知。

## 地理
埃斯特爾的座標為33°10′15″N 115°30′31″W / 33.17083°N 115.50861°W，而該地的平均海拔高度為-54米（即-177英尺）。